# Silken windhound
De silken windhound (letterlijk: zijden windhond) is een zeldzaam hondenras van Amerikaanse oorsprong, dat tot de rasgroep der windhonden wordt gerekend. Het ras is pas sinds eind tachtiger jaren in opkomst en is (nog) niet erkend door de FCI.

## Beschrijving

### Uiterlijk
De silken windhound is een kleine tot middelgrote windhond, met een middellange vacht die aanvoelt als zijde. De oorsprong van het ras moet vooral gezocht worden in twee van de voorouders, de barzoi en de whippet. Alle tekeningen en kleuren van de vacht zijn toegestaan en de daadwerkelijk voorkomende variaties daarin lopen dan ook sterk uiteen.

### Karakter

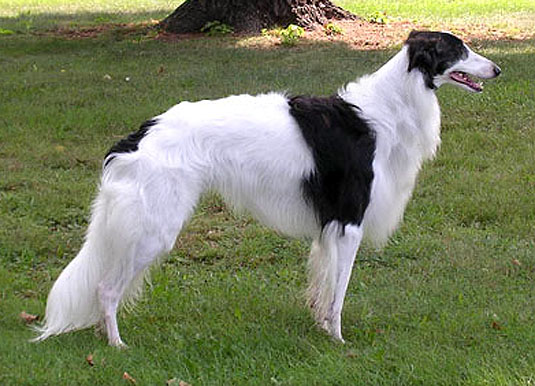
Een zwart-witte silken

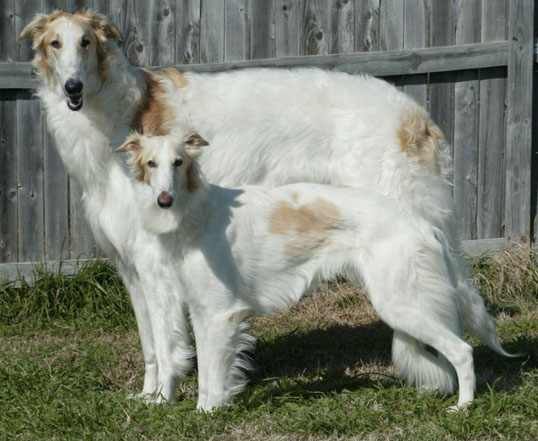
Een silken windhound, naast zijn grotere verwant de barzoi

Silken windhounds zijn sportief, maar schikken zich ook uitstekend in een rol als rustige huishond, met als randvoorwaarde voldoende lichaamsbeweging. Ze zijn echter geenszins zo energiek als bijvoorbeeld bordercollies. Over het algemeen zijn ze speels, zachtaardig en intelligent. Absoluut ongeschikt als waakhond. Zoals bij alle windhonden moet rekening gehouden worden met het jachtinstinct: kleine, rennende dieren worden dikwijls opgejaagd. Hierdoor zijn ze uitstekend geschikt voor windhondenrennen.

## Opvoeding
Door zijn zachtaardige, meegaande aard is de silken windhound relatief gemakkelijk in de opvoeding. Zoals bij alle windhonden kan een al te slaafse gehoorzaamheid echter niet verwacht worden. Aangeraden wordt gebruik te maken van een speciaal voor windhonden geschikte halsband, omdat ze uit gewone halsbanden, door hun kleine koppen, gemakkelijk loskomen.

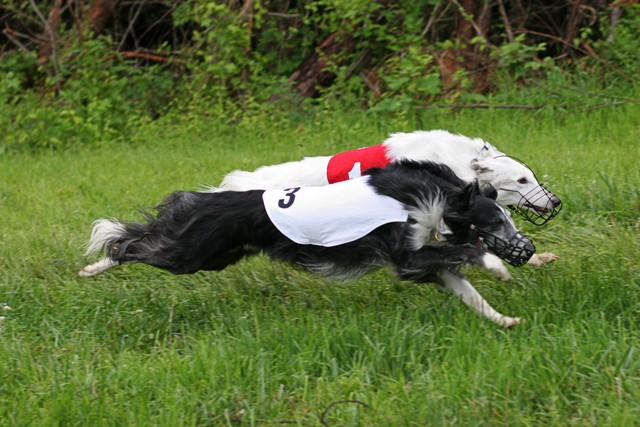
Twee rennende silkens

## Gezondheid
Goedverzorgde silken windhounds leven over het algemeen lang; 17 tot 20 jaar is geen uitzondering. Heupdysplasie is zelden een probleem, evenals maagtorsie. Overgevoeligheid voor Ivermectine en aanverwante medicijnen komt voor; hiervoor is een test beschikbaar. Uniek in de hondenwereld is dat het genoom van de silken windhounds geregistreerd wordt.

## Geschiedenis
De silken windhound werd voor het eerst gefokt door Francie Stull, een ervaren Amerikaanse fokster van barzois en deerhounds, die de beste eigenschappen van barzois en whippets wilde verenigen in een middelgroot, langharig windhondenras. Het eerste nest werd geworpen in 1987; de rasvereniging dateert van 1999. De silken windhound heeft zich thans verspreid over de VS, Canada en Europa.

### In Nederland
De eerste Nederlandse silken windhound werd vanuit de VS ingevoerd in 2004. Het eerste nest in Nederland werd geworpen in 2007. Daarna zijn er nog enkele silken windhounds ingevoerd uit nogmaals de VS en uit Zweden. Het aantal silken windhounds in Nederland is daarmee nog zeer beperkt.